# Sansui Electric

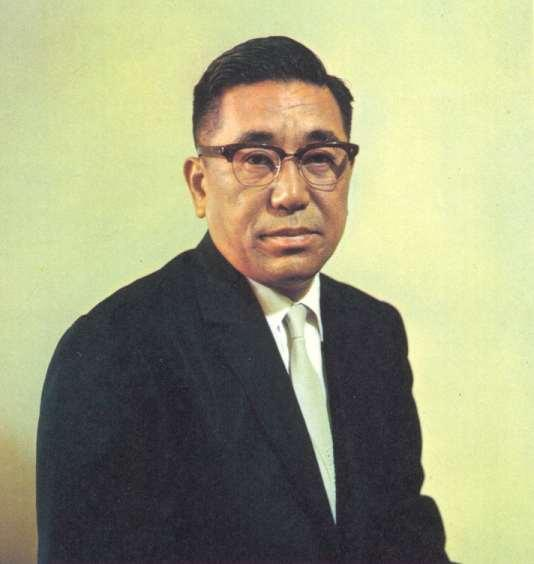
Kosaku Kikuchi

Sansui Electric (jap. 山水電気株式会社, Sansui Denki Kabushiki-gaisha) ist ein japanischer Hersteller von Audio- und Video-Geräten mit Hauptsitz in Tokio.

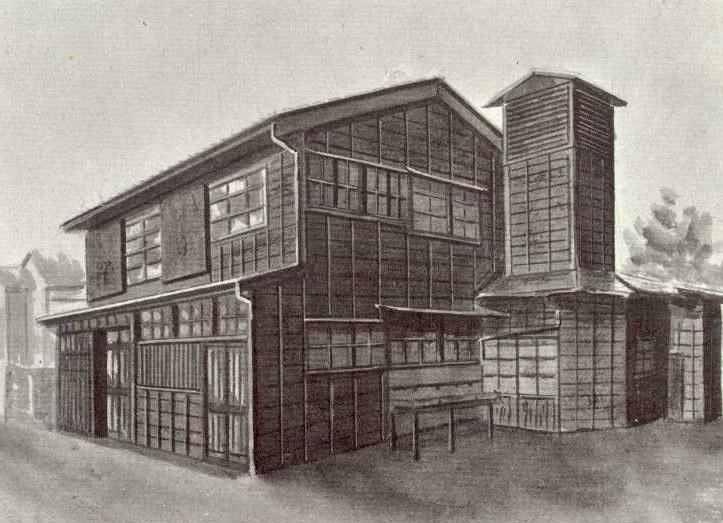
Die erste Fabrik

Das am 3. Juni 1947 von Kosaku Kikuchi gegründete High-End-HiFi-Unternehmen stellte anfangs Transformatoren her. Er hatte vor und während des Zweiten Weltkriegs in einem Vertrieb für Radioteile gearbeitet und wollte eine bessere Qualität anbieten, auch wenn sie teurer ist.

## Namensgebung
Sansui bedeutet auf Japanisch Berg und Wasser. Der Begriff bezeichnet auch chinesische und japanische Meditations-, Tempel- oder Zen-Gärten (Kare Sansui) sowie die chinesisch-japanische Landschaftsmalerei (Shan-shui hua, Sansuiga).

## 1954 bis 1980

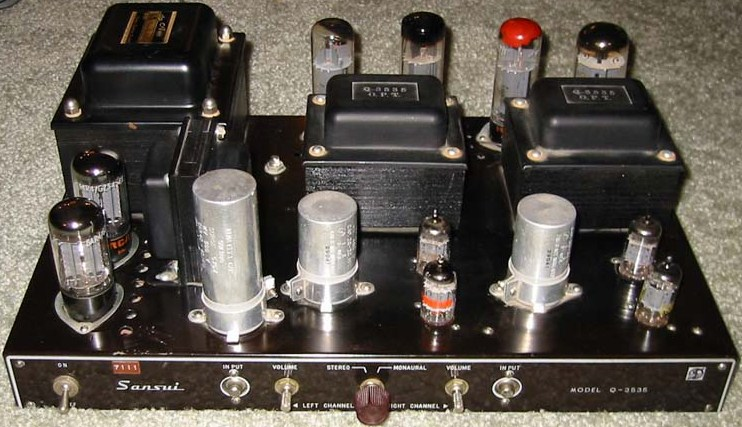
Q-3535, Stereo-Röhrenendverstärker 1958

1954 zählte Sansui knapp 100 Angestellte und startete die Herstellung von Vor-/Endverstärkerkombinationen, die auch als Bausatz erhältlich waren; 1958 erschien der erste Stereo-Röhren-Vorverstärker.

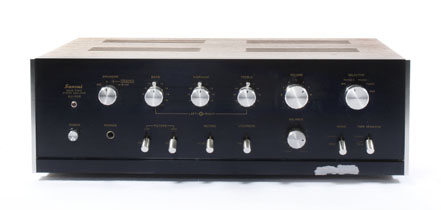
AU-666 Transistorvollverstärker 1970

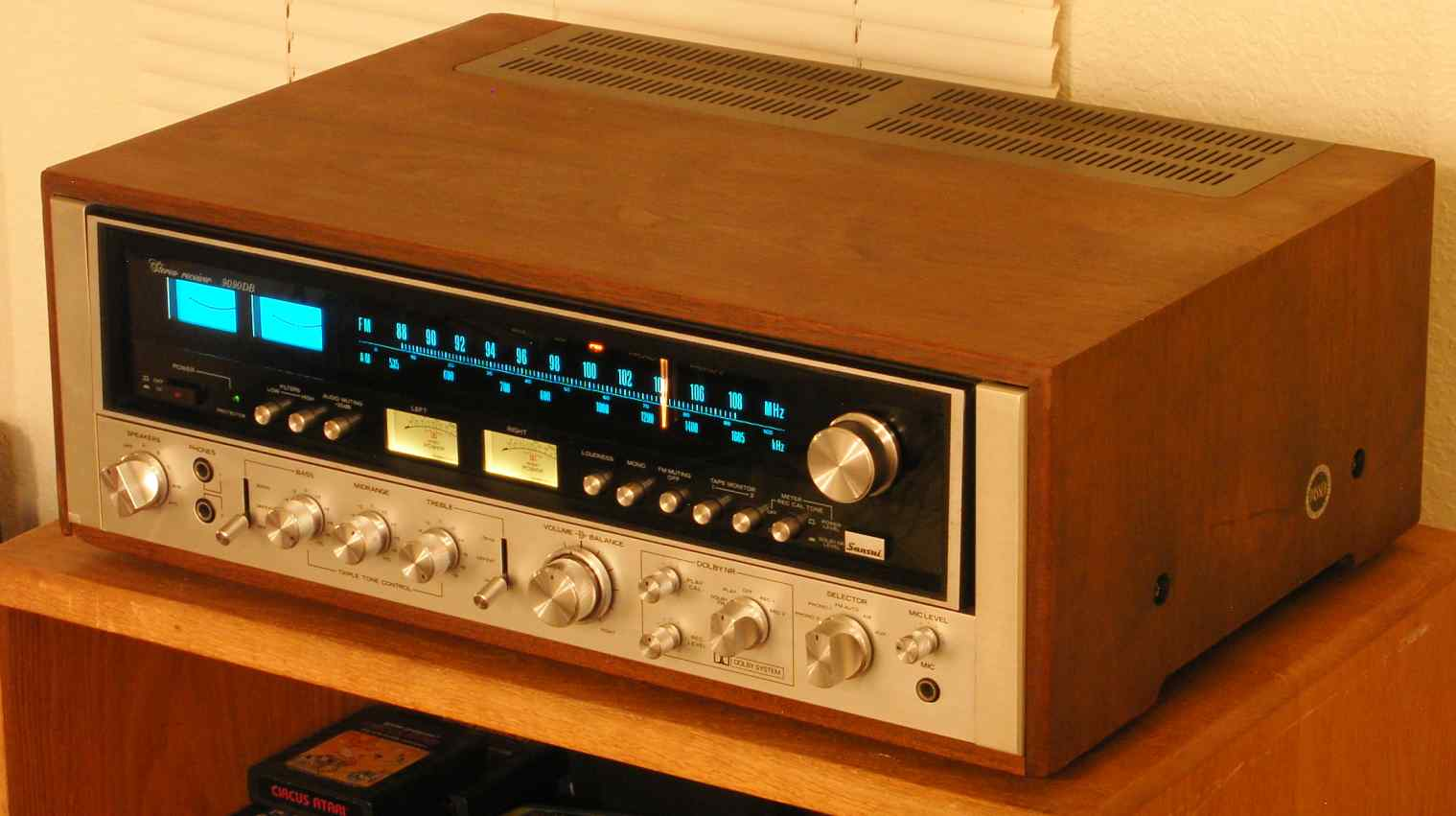
Sansui-Receiver (Modell 9090DB) aus den Mitt-Siebzigern in Schweden

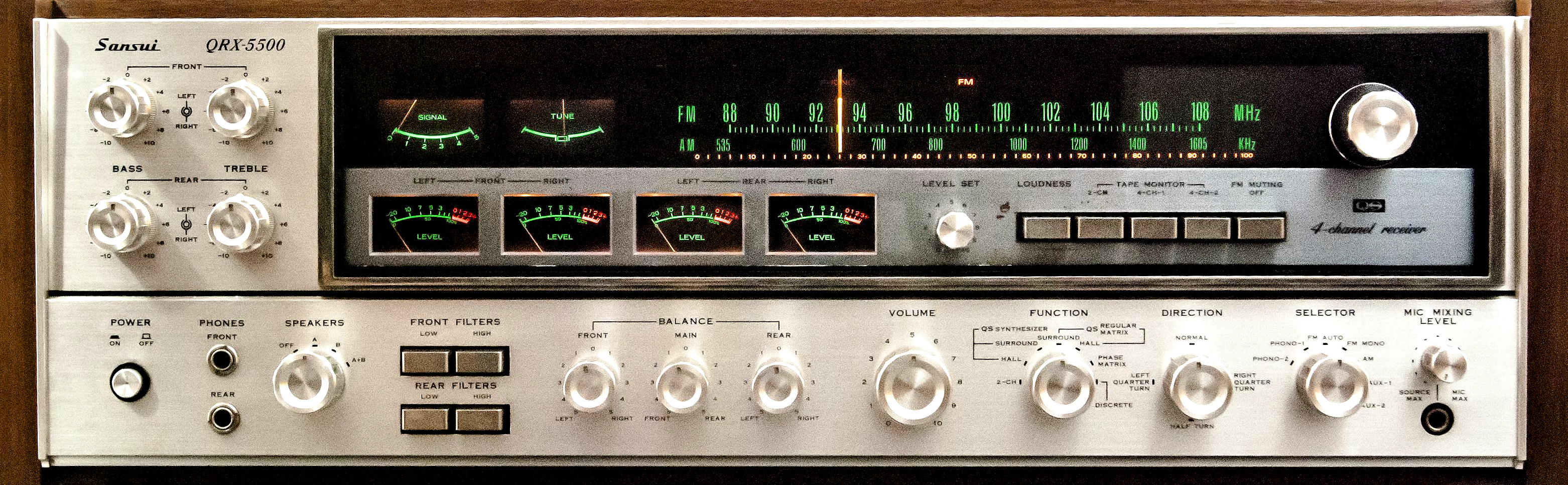
QRX-5500 Quadrophonie-Receiver (1973–1974)

Im Jahr 1961 wurden die Aktien (TYO: 6793) zum Handel in der 2. Sektion der Tokioter Börse zugelassen und ab 1970 in der 1. Sektion.
Gerätetechnisch folgte Sansui in den 60er Jahren dem Trend zu Transistorgeräten. Äußerlich hatte schon der Vollverstärker AU-111 1965 eine schwarze Front. 1967 wurde auch der erste Sansui-Plattenspieler hergestellt. Ab 1968 fertigte Sansui nur noch Transformatoren für den eigenen Bedarf, alle älteren Transformatoren samt der Zeichnungen gingen an Hashimoto Electric Co., Ltd, die auch für Sansui gearbeitet hatte.
Im Jahr 1969 hatte Sansui 1.699 Angestellte, die Aktien wurden auch in Osaka gehandelt, in Belgien wurde Sansui Audio Europe gegründet.
In den 1970er Jahren entwickelte Sansui auch 4-Kanal-(Quadrophonie-)Geräte, darunter einige Receiver, und brachte diese auch auf den Markt. Auch gemessen an der Stückzahl der Quadrophoniegeräte war Sansui führend. Die Zweikanal-Produktpalette wurde auf Tonbandgeräte und Kassettendecks ausgeweitet.
1974 schied Kosaku Kikuchi aus der Firma aus, und der Vize-Präsident Kenzo Fujiwara übernahm die Nachfolge.
Sansui entwickelte bis 1980 die Schaltungskonzepte Straight DC (1976) und Diamond Differential (1979, patentiert).

## Sansui nach 1980
1980 wurde die Super Feedforward-Schaltung entwickelt, 1984 X-Balanced. Auch ein automatischer Plattenspieler, der eine LP ohne umzudrehen abspielen und ähnlich wie ein CD-Spieler bedient werden konnte, war entwickelt worden und kam auf den Markt (P-L95R).

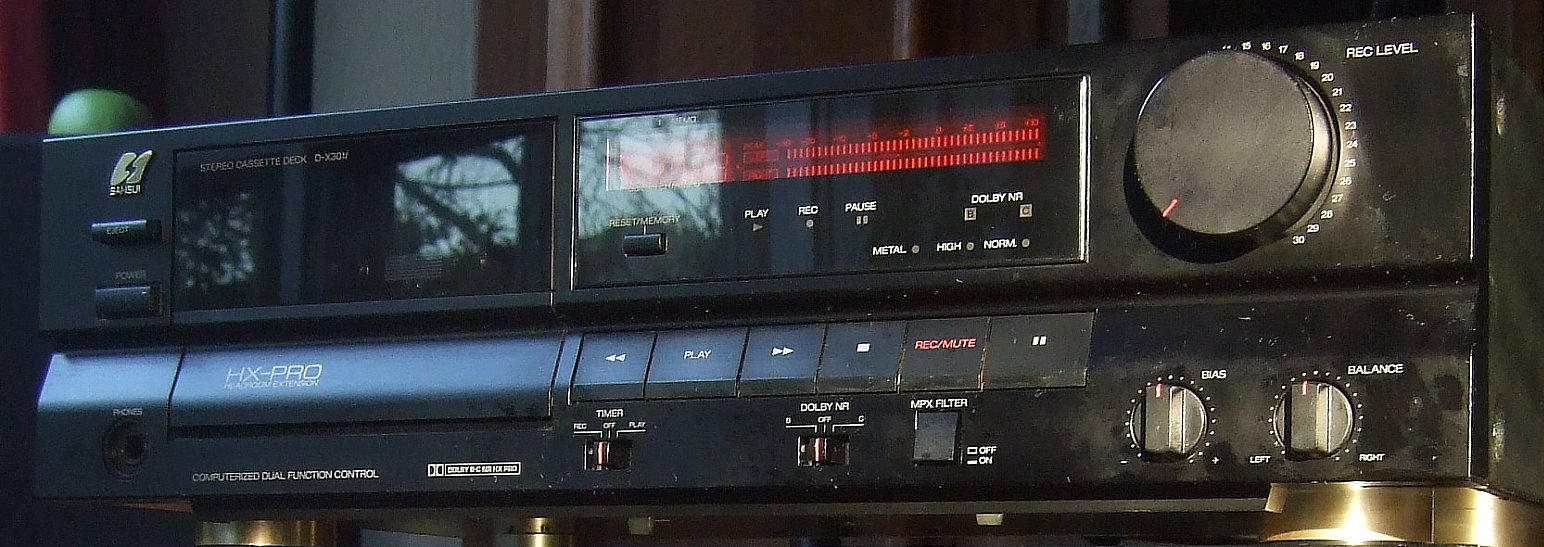
Kassettendeck D-X301i Ende der 1980er Jahre (neues Logo)

Im Juni 1987 wurde ein neues Firmenlogo eingeführt.
Allgemein kämpften japanische Unternehmen in den 80er Jahren mit der starken Aufwertung des Yen.	Sansui machte 1988 bei 190 Millionen $ Umsatz 50 Millionen $ Verlust, weswegen es im Folgejahr zu 51 % an das Londoner Unternehmen Polly Peck International verkauft wurde. 1992 wurde Sansui von der kanadischen Holdinggesellschaft Semi-Tech übernommen, die 1999 Konkurs anmelden musste.
Auch in den 90er Jahren entstanden noch hochwertige Verstärker, beispielsweise die Kombination C-2302/B-2302 und 1996 der Vollverstärker AU-07 Anniversary. Und auch entsprechende CD-Player waren im Programm.
1999 wurde noch der große Endverstärker B-2105 mit einem Gewicht von 37 kg auf den Markt gebracht.
2001 wurde das Hauptquartier in Shi-Yokohama geschlossen. Unter dem Namen Sansui wurde weiter günstige Elektronik angeboten. Im August 2011 gehört die Firma zu The Grande Holdings, gelistet seit 1987 an der Börse in Hongkong und auf den Bermudas beheimatet, die diesen Markennamen zusammen mit Nakamichi und Akai vertreibt.
Die japanische Webseite als HiFi-Anbieter wurde bis Januar 2014 gepflegt; 2014 musste Sansui aufgrund angehäufter Verluste den Betrieb einstellen. Die 2003 gegründete Sansui Electric China Co Ltd ist über 2014 hinaus aktiv geblieben. In Japan hat die Vertriebsorganisation Doshisha Co., Ltd. das Recht, Produkte unter dem Namen Sansui herzustellen und zu verkaufen.